# Витаково
Витаково архаично и Витакова (алб. Vitakovë) је насеље у општини Зубин Поток на Косову и Метохији. Атар села је на територији катастарске општине Бања. Село је на странама Витаковске реке, леве притоке Варашке реке, која се сада улива у језеро Газиводе, на јужним је обронцима планине Рогозне. Ово је типично планинско село изоловано од важнијих саобраћајних комуникација, до села се долази лошим локалним планинским путем кроз село Горње Вараге, и обухвата и део који је од главног насеља удаљен 3 km уз Витаковску реку и носи назив Горње Витаково. Насеље је доста старо и помиње се у Жичкој хрисовуљи Изнад села се уздиже Црни врх (1.479 м). Кроз село пролази пут до Драјиновића које је данас без становника. После ослобађања од турске власти место је у саставу Рашког округа, у срезу дежевском, у општини рајетићској и 1912. године има 51 становника. Насеље је припојено територији Косова и Метохије 18. априла 1947. године.

## Демографија
Према проценама из 2009. године које су коришћене за попис на Косову 2011. године, ово насеље је имало 14 становника, већина Срби.
| Година       | 1948 | 1953 | 1961 | 1971 | 1981 | 1991 | 2011 |
| ------------ | ---- | ---- | ---- | ---- | ---- | ---- | ---- |
| Становништво | 118  | 63   | 60   | 61   | 55   | 31   | 14   |

|  |

Становништво је углавном одсељено за Крагујевац, мање за Зубин Поток и насеља у његовој околини. Становништво се бави углавном пољопривредом.